# HC & FC Excelsior
Haarlemsche Cricket- en Football Club Excelsior (Latijn: Steeds hoger) was een Nederlandse amateurvoetbalclub uit Haarlem.

## Geschiedenis
Excelsior werd opgericht op 27 april 1883 als cricketclub. Op 26 november 1887 besloot men ook te gaan voetballen en ging de club verder als Football Club Excelsior. Daarmee is het een van de oudste voetbalclubs in Nederland.

## Resultaten
De resultaten in de twee jaren dat het in de hoogste competitie uitkwam zijn als volgt:

### 1888-1889
| Positie | Club                | WG | W | G | V | P  | DS   |
| ------- | ------------------- | -- | - | - | - | -- | ---- |
| 1.      | Concordia Rotterdam | 7  | 5 | 1 | 1 | 11 | 12-2 |
| 2.      | HFC                 | 7  | 2 | 3 | 2 | 7  | 6-4  |
| 3.      | HVV Den Haag        | 6  | 2 | 2 | 2 | 6  | 2-2  |
| 4.      | VVA Amsterdam       | 6  | 1 | 4 | 1 | 6  | 3-3  |
| 5.      | RAP Amsterdam       | 5  | 0 | 4 | 1 | 4  | 2-3  |
| 6.      | Olympia Rotterdam   | 2  | 0 | 0 | 2 | 0  | 1-8  |
| 7.      | Excelsior Haarlem   | 1  | 0 | 0 | 1 | 0  | 0-4  |

### 1889-1890
| Positie | Club                | WG | W | G | V | P  | DS    |
| ------- | ------------------- | -- | - | - | - | -- | ----- |
| 1.      | HFC                 | 9  | 4 | 3 | 2 | 11 | 19-14 |
| 2.      | RAP Amsterdam       | 9  | 4 | 2 | 3 | 10 | 7-5   |
| 3.      | HVV Den Haag        | 8  | 2 | 5 | 1 | 9  | 16-7  |
| 4.      | Olympia Rotterdam   | 7  | 2 | 4 | 1 | 8  | 6-6   |
| 5.      | Concordia Rotterdam | 7  | 2 | 2 | 3 | 6  | 5-7   |
| 6.      | VVA Amsterdam       | 5  | 0 | 2 | 3 | 2  | 2-8   |
| 7.      | Excelsior Haarlem   | 3  | 1 | 0 | 2 | 2  | 5-13  |

Alliance '22 · DIO · DSK · DSS · EDO · Geel Wit '20 · Haarlem-Kennemerland · HYS · Koninklijke HFC · Olympia Haarlem · Onze Gezellen · Schoten · United/Davo

Opgeheven: DCO · De Brug · HC & FC Excelsior · HFC Haarlem · Kennemerland · TYBB · VV Young Boys ·  VV THB 